# Édouard Joseph Dantan

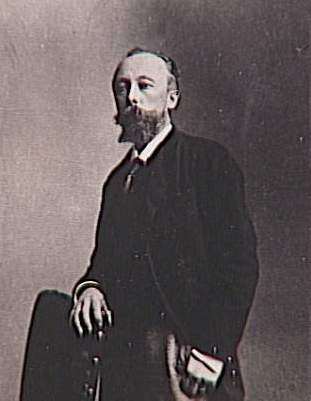
Édouard Joseph Dantan

Édouard Joseph Dantan (* 26. August 1848 in Paris; † 7. Juli 1897 in Villerville, Calvados) war ein französischer Maler.

## Leben
Édouard Joseph Dantan war der Sohn des Bildhauers Antoine Laurent Dantan. Mit 16 Jahren besuchte er die École des Beaux-Arts und trat in das Atelier von Isidore Pils ein. Durch seine frühzeitig gezeigte Begabung erhielt er 1867 den Auftrag, für das Giebelfeld einer Kapelle in Marnes ein großes Gemälde der heiligen Dreieinigkeit in Wachsfarben auszuführen. 1869 stellte er mit der Episode aus dem Untergang von Pompeji erstmals im Pariser Salon aus.
Nach dem Deutsch-Französischen Krieg malte er neben Szenen aus der antiken Mythologie und Geschichte, inspiriert durch die Traditionen seiner Familie, wiederholt Darstellungen von Bildhauerateliers. Seine vom akademischen Malstil geprägten Bilder fanden offizielle Anerkennung und einige seiner Arbeiten wurden vom Staat angekauft. Dantan gehörte der Salonjury der Jahre 1890, 1894 und 1895 an. Gegen Ende seines Lebens entstanden Ansichten seines Urlaubsortes Villerville in der Normandie.

## Werke

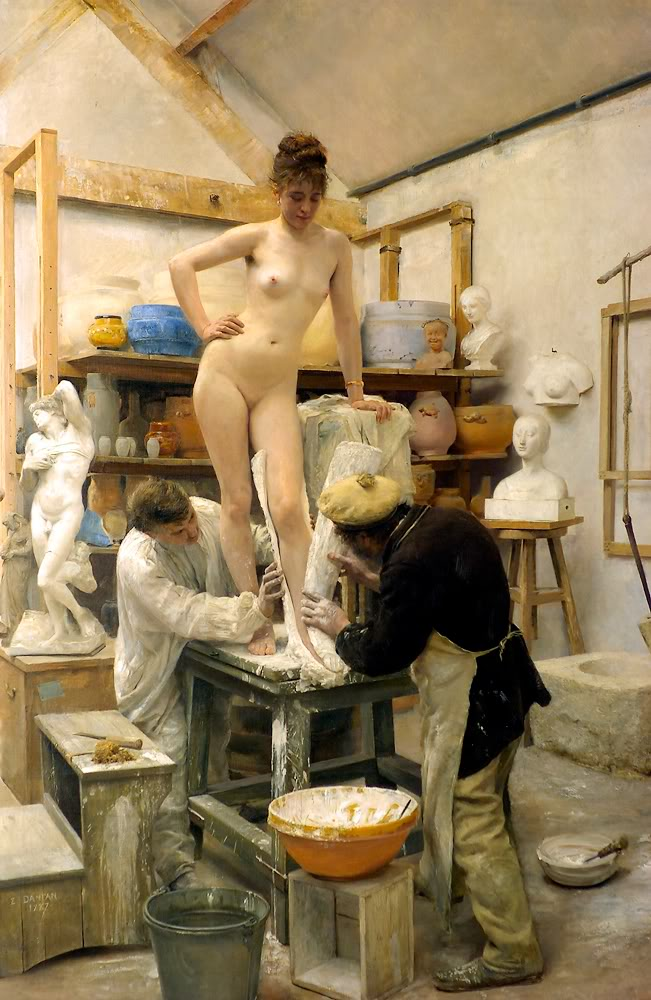
Édouard Joseph Dantan:
Ellen Andrée, Un Moulage sur Nature
Göteborgs konstmuseum

- 1869 Episode aus dem Untergang von Pompeji
- 1872 Porträt des Vaters, der an einer Marmorbüste arbeitet
- 1874 Herkules zu den Füßen der Omphale
- 1874 Ein Mönch als Holzbildhauer, Musée des Beaux-Arts, Nantes
- 1875 Diskosspiel, Musée des beaux-arts de Rouen, Rouen
- 1876 Nymphe Salmacis
- 1878 Phrosine et Mélidore Kopie nach Pierre Paul Prud’hon, Musée des Beaux-Arts, Bordeaux
- 1879 Fête Foraine de Saint-Cloud
- 1880 Atelierwinkel
- 1880 Un Coin du Salon en 1880
- 1881 Frühstück des Modells im Maleratelier
- 1884 Enterrement d’un enfant à Villerville, Musée d’art moderne André Malraux, Le Havre
- 1885 Ausbringen der Netze
- 1886 Un Entracte à la Comédie-Française un soir de première, en 1885, Comédie-Française, Paris
- 1887 Un Moulage sur Nature, Göteborgs konstmuseum, Göteborg
- 1887 L'Atelier du Sculpteur

## Galerie

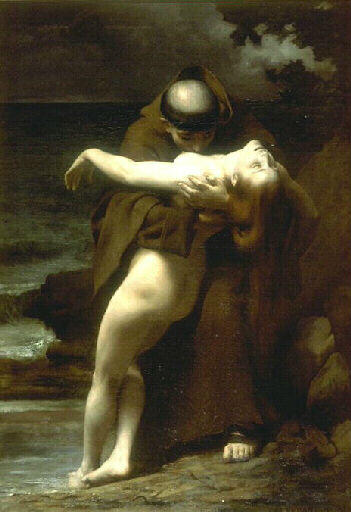
Phrosine et Mélidore Musée des beaux-arts, Bordeaux
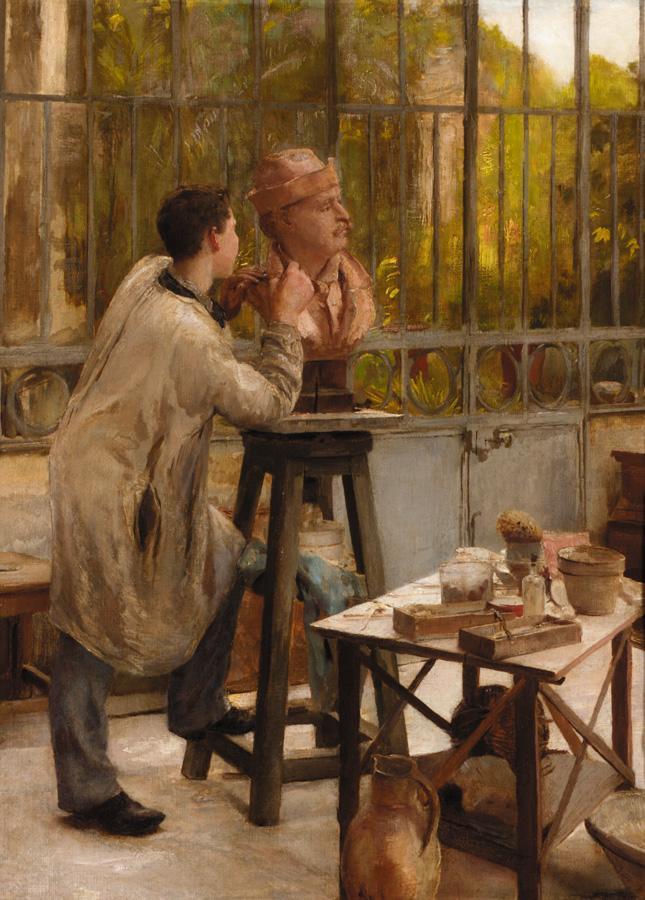
L’Atelier du Sculpteur Privatsammlung
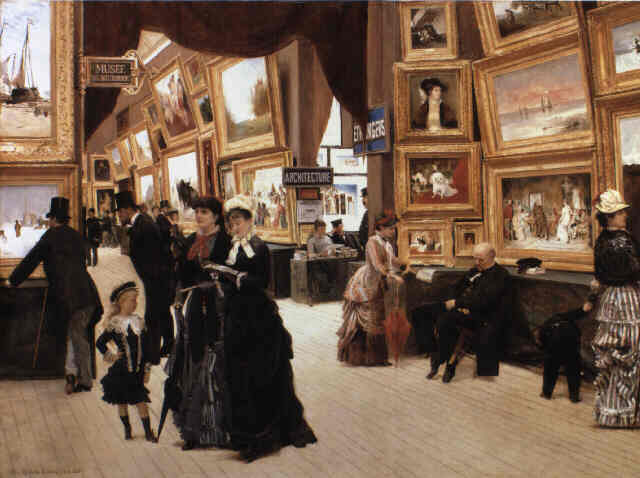
Un Coin du Salon en 1880 Privatsammlung
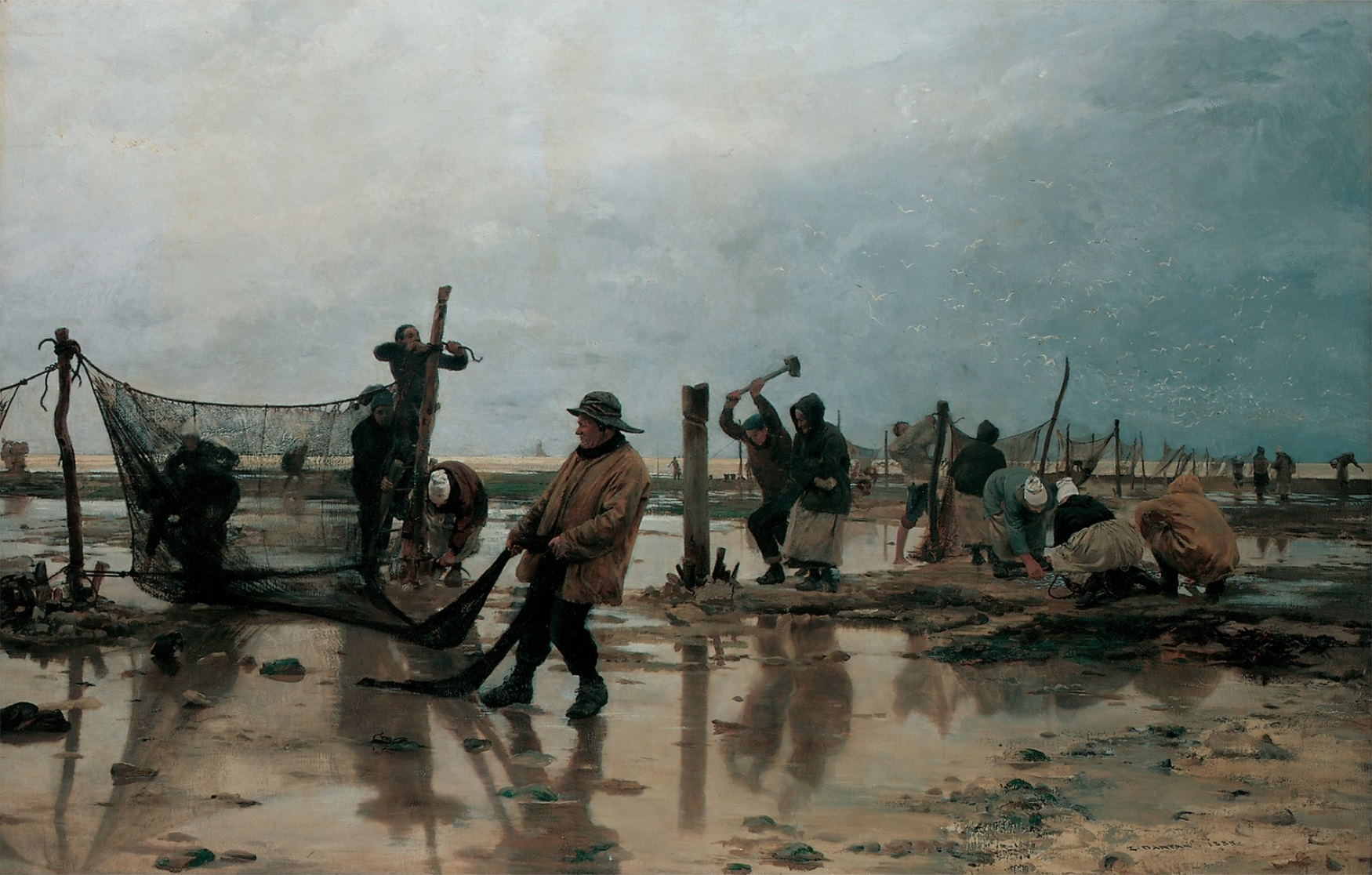
Ausbringen der Netze Privatsammlung